# Michelle Larcher de Brito
Michelle Larcher de Brito, właściwie Micaela Carolina Larcher de Brito (ur. 29 stycznia 1993 w Lizbonie) – portugalska tenisistka, najmłodsza zwyciężczyni pojedynku w cyklu WTA Tour w 2006.
Jest wychowanką Szkoły Tenisowej Nicka Bollettieriego w Bradenton na Florydzie, dokąd w wieku 9 lat przeniosła się z rodziną i gdzie nadal mieszka.
Obok wygrania prestiżowego turnieju juniorek Orange Bowl w 2007, jej największym sukcesem jest pokonanie dwóch wysoko sklasyfikowanych rywalek – Meghann Shaughnessy (w 2007) i Agnieszki Radwańskiej (2008). Obie wygrane zostały odniesione w Miami podczas turnieju Sony Ericsson Open. Najmłodsza zawodniczka z pierwszej 25 rankingu ITF Juniors, najwyżej w rankingu WTA, sklasyfikowana była na 76. miejscu. W kwalifikacjach do turnieju Bank of the West Classic wygrała z inną Polką Martą Domachowską 6:0, 6:1.

## Wygrane turnieje rangi ITF
| turnieje z pulą nagród 100 000 $ |
| turnieje z pulą nagród 75 000 $  |
| turnieje z pulą nagród 50 000 $  |
| turnieje z pulą nagród 25 000 $  |
| turnieje z pulą nagród 15 000 $  |
| turnieje z pulą nagród 10 000 $  |

### Gra pojedyncza
|    | Data       | Turniej         | Kat. | ($)    | Naw.   | Finalistka         | Wynik         |
| 1. | 06/02/2011 | Rancho Santa Fe | ITF  | 25 000 | twarda | Madison Brengle    | 3:6, 6:4, 6:1 |
| 2. | 30/10/2011 | Bayamón         | ITF  | 25 000 | twarda | Mónica Puig        | 6:3, 6:2      |
| 3. | 19/02/2012 | Surprise        | ITF  | 25 000 | twarda | Claire Feuerstein  | 6:1, 6:3      |
| 4. | 19/03/2017 | Tampa           | ITF  | 15 000 | ziemna | Victoria Rodríguez | 6:2, 6:0      |